# Hai să cântăm! (franciză)
Franciza Hai să cântăm! creată de Illumination Entertainment este compusă din:

## Filme
- Hai să cântăm! (2016)
- Hai să cântăm din nou! (2021)